# Заря (тип речных судов)
Теплоходы «Заря» — серия советских пассажирских скоростных глиссирующих речных судов с водомётным движителем для перевозки пассажиров и их багажа по малым рекам в светлое время суток. Вместимость — 60—86 пассажиров, экипаж — 2—3 человека. Скорость движения — 40—45 км/ч.
Появление на реках СССР теплоходов типа «Заря» произвело настоящую транспортную революцию в районах с неразвитой дорожной сетью и мелководными реками, не оборудованными причалами (Сибирь, Урал, Дальний Восток и Северо-Запад России). Речные суда традиционного типа обладали малой скоростью и не могли подходить для посадки/высадки пассажиров к необорудованному берегу. Теплоходы типа «Заря» обеспечили надёжную связь между маленькими посёлками на берегах рек и райцентрами (городами).

## Конструкция
Разработку проектов судов выполнили в ЦНИИ им. академика Крылова (гидродинамика, движительно-рулевой комплекс), ЦТКБ Минречфлота СССР (общая разработка проекта, разработка конструкции судна), экспериментально-исследовательский завод Ленинградского института инженеров водного транспорта, строительство опытных образцов) при участии специалистов Московского судостроительного и судоремонтного завода (разработка технологии производства). Руководитель проекта — А. А. Оскольский.
При начале разработки теплохода в 1962 году в его конструкцию был заложен ряд конструктивных особенностей, не имевших на тот момент аналогов в мировой практике:
- Комбинированные обводы — в носовой части — обратная килеватость («морские сани»), а в кормовой части — нормальная килеватость. Согласно замыслу конструкторов такая форма должна была облегчить судну прохождение мелководных каменистых участков.
- Широкое использование стеклопластика, что позволяло существенно облегчить конструкцию.
- Одноступенчатый водомёт без спрямляющего аппарата, — в экспериментах со спрямляющим аппаратом было получено столь незначительное увеличение скорости, что установка его оказалась нецелесообразной.
- Воздушная смазка днища. Хотя патенты на такой способ снижения сопротивления движению судна существовали ещё в XIX веке, практическое применение на серийном судне состоялось впервые в мире.
- Возможность причаливания к отлогим, имеющим небольшой уклон, берегам.

Корпус судна выполнен из алюминиево-магниевого сплава АМг-5. Многие элементы надстройки выполнены из стеклопластика.
- Обводы судна проекта 946 — типа «морские сани» с переходом в выпуклую килеватость в кормовой части.
- Обводы судна проекта Р-83 — типа «тримаран».

Расположение внешних элементов:
1 — машинное отделение; 2 — воздухозаборник; 3 — выхлопной патрубок; 4 — сопла гидрореверса
5 — привальный брус; 6 — рым; 7 — окна пассажирского салона; 8 — верхние окна; 9 — козырёк отверстия вытяжной вентиляции;
10 — антенна КВ-радиостанции; 11 — мачта; 12 — входные двери; 13 — прожектор; 14 — леерное ограждение

Благодаря таким обводам, форме днища и малой осадке (0,5 метра) судно может подходить к берегу в местах, не оборудованных причальными сооружениями. При этом спуск трапа не требуется, так как теплоход выходит носом на берег. Для снижения гидродинамического сопротивления используется воздушная смазка днища.
Двигатель дизельный типа 12ЧН18/20 (аббревиатура расшифровывается следующим образом: 12 — число цилиндров, Ч — четырёхтактный, Н — наддувный, 18 — диаметр цилиндра 18 см, 20 — ход поршня 20 см). Марка двигателя М400 на судах первой серии, позже — М401.
Движитель — полупогружной одноступенчатый водомёт без спрямляющего аппарата с заслонками, выполняющими функции гидрореверса. В отличие от многих водомётных судов, где заслонки выполняют ещё и функции руля, у теплоходов типа «Заря» имеется отдельный двухперьевой руль, установленный в струе водомёта.
Пассажирский салон автобусного типа с трёхместными сиденьями вдоль каждого борта. Число сидячих пассажиров 60 (в вариантах теплохода без багажного отделения — 66). Допускается перевозка стоячих пассажиров при продолжительности рейса менее 2 часов. Собственно теплоход «Заря» и получался «речным автобусом»
Рулевая рубка в передней части теплохода.

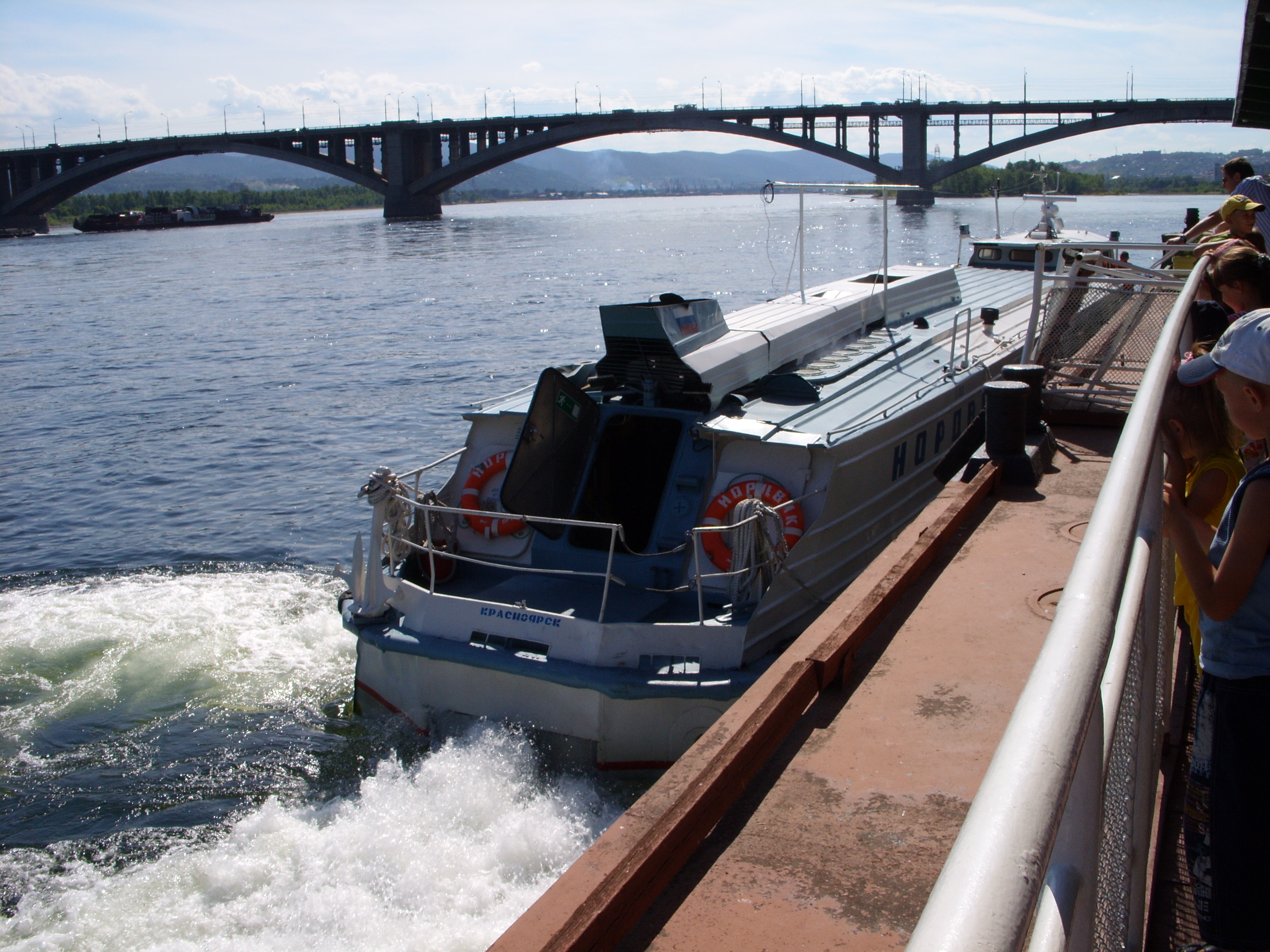
«Заря» отходит от причала. Реверсивно-рулевое устройство находится в положении, близком к нейтральному (выброс воды как через кормовое сопло, так и через боковые сопла). В таком режиме теплоход обладает великолепной манёвренностью и способен развернуться практически на месте

Теплоходы были спроектированы для рейсов продолжительностью 4,5 часов. Тем не менее в некоторых пароходствах они выполняли рейсы длительностью до 10 часов.

## Производство
Строились по двум проектам: 946 (с 1965 по 1981 год) и Р-83 (с 1971 по 1985 год) на Московском судостроительном и судоремонтном заводе. В рамках каждого проекта имелись модификации.
Заводом выпускались суда номерные без имени собственного («Заря-1», «Заря-2» и так далее).
Суда проекта Р-83 имели название серии «Заря-Р», причём при указании номера буква «Р» записывалась после цифр, например «Заря-207Р», «Заря-317Р», «Заря-343Р». Позже некоторые суда получили имена собственные.
По данным официального сайта Московского судостроительного и судоремонтного завода, за годы производства было выпущено 556 единиц теплоходов типа «Заря» всех проектов
За сравнительно долгий период выпуска суда каждого из проектов подвергались модернизации. Так, существует четыре серии судов проекта 946 и две серии — проекта Р-83.
Серии проекта 946:
- Первая серия (примерно до 1970 года) — двигатель М-50, «мокрый выхлоп», классические обводы типа «морские сани» — отсутствие продольного редана в носовой части, одноканальный воздухозаборник, штампованный из алюминиевого сплава, в салоне отсутствует кассовое помещение, в задней части салона имеется багажное отделение, отсутствует леерное ограждение, в носовой части имеются откидные подножки для посадки и высадки пассажиров, КВ-радиостанция и установка радиофикации салона на электронных лампах, УКВ-радиостанция отсутствует, бортовая сеть 12 вольт;

- Вторая серия (примерно 1971—1973 годы) — двигатель М-400, появился продольный редан в носовой части, двухканальный воздухозаборник, формованный из стеклопластика, изменена схема вентиляции машинного отделения, напряжение бортовой сети увеличено до 24 вольт, появилась сеть 220/380 вольт для питания нагревателей масла и воды, получающая питание от причального сооружения;
- Третья серия (примерно 1973—1974 годы) — двигатель М-401, изменена схема управления им, число основных окон салона увеличено до семи, багажного отделения в салоне нет, носовые откидные подножки убраны, КВ-радиостанция и установка радиофикации салона на полупроводниках;
- Четвёртая серия (примерно с 1974 года по конец выпуска) — увеличен продольный редан в носовой части (переход от схемы «морские сани» к схеме тримаран, аналогичной проекту Р-83), двигатель М-401, на части судов выхлоп атмосферный (по аналогии с проектом Р-83), вновь изменена схема вентиляции машинного отделения, в салоне появилось кассовое помещение и буфет, на части судов стала применяться «купейная» компоновка салона, изменена схема вентиляции салона, появилась УКВ-радиостанция, появился генератор 220/380 вольт.

Серии проекта Р-83:
- Ранняя серия — оборудование в целом повторяет суда пр. 946 3 и 4 серий;
- Поздняя серия — электрическое и электронное оборудование нового поколения. В установке радиофикации салона появился кассетный магнитофон, появились эхолот и радар (на части судов), появилась система кондиционирования воздуха (на части судов), появились спасательные плоты.

## Распространение
В СССР были в эксплуатации во всех речных пароходствах. Работали теплоходы и вне системы пароходств: в районных управлениях малых рек Свердловской и Ленинградской областей, Коми АССР, Бурятской АССР, а также эксплуатировались на внутригородских водных маршрутах в Орле (эксплуатант — Орловское трамвайно-троллейбусное управление) в городской черте, где уровень мелкой реки Оки искусственно повышен, а также в Ижевске на Ижевском пруду. Поставлялись в Чехословакию, Китай, Румынию и, возможно, в другие страны. В частности, есть фотография теплохода «Заря» в ФРГ, под советским флагом, наряду с германским (см. фото).
Основные места базирования
В Московском регионе:

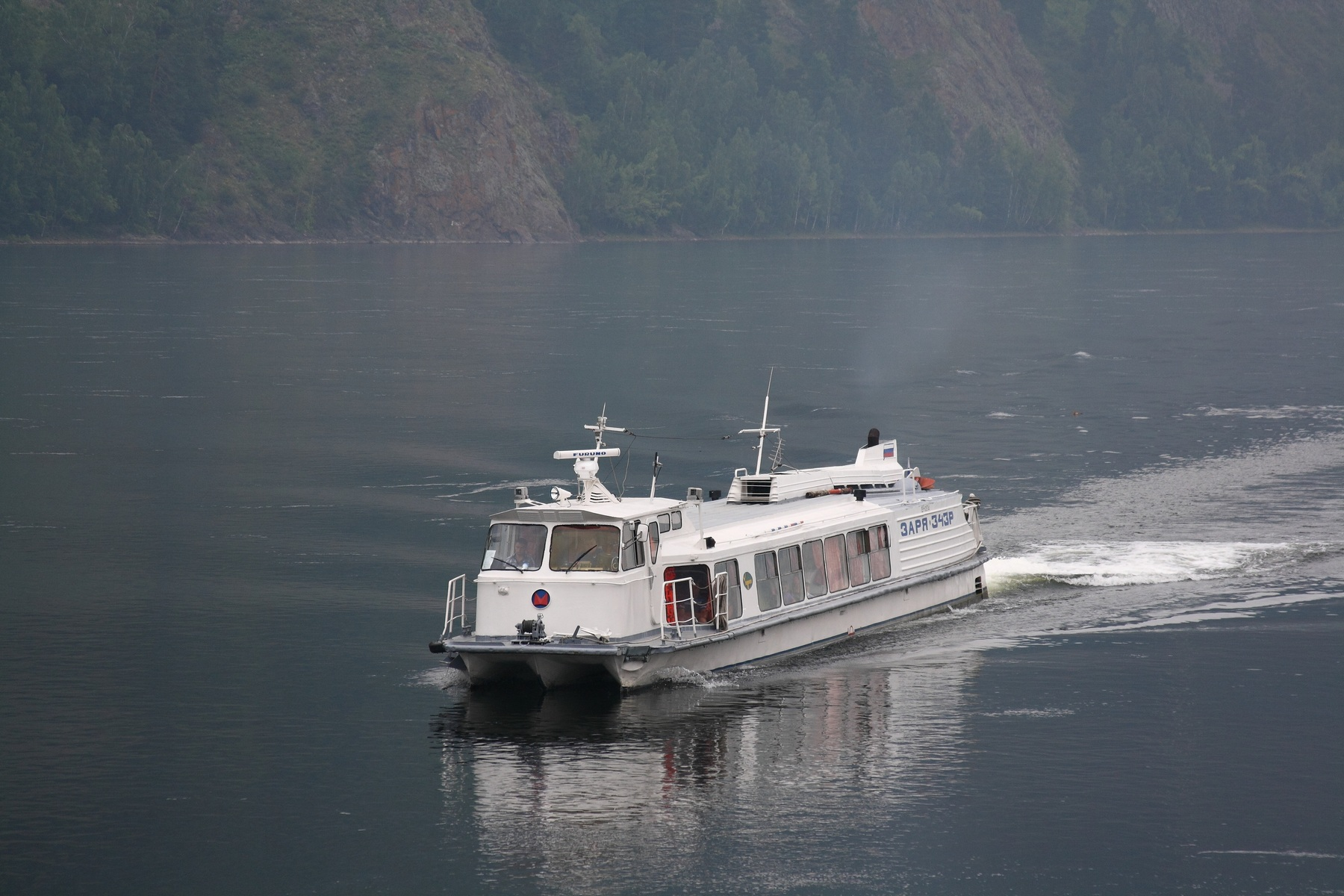
«Заря-343Р» на Енисее.

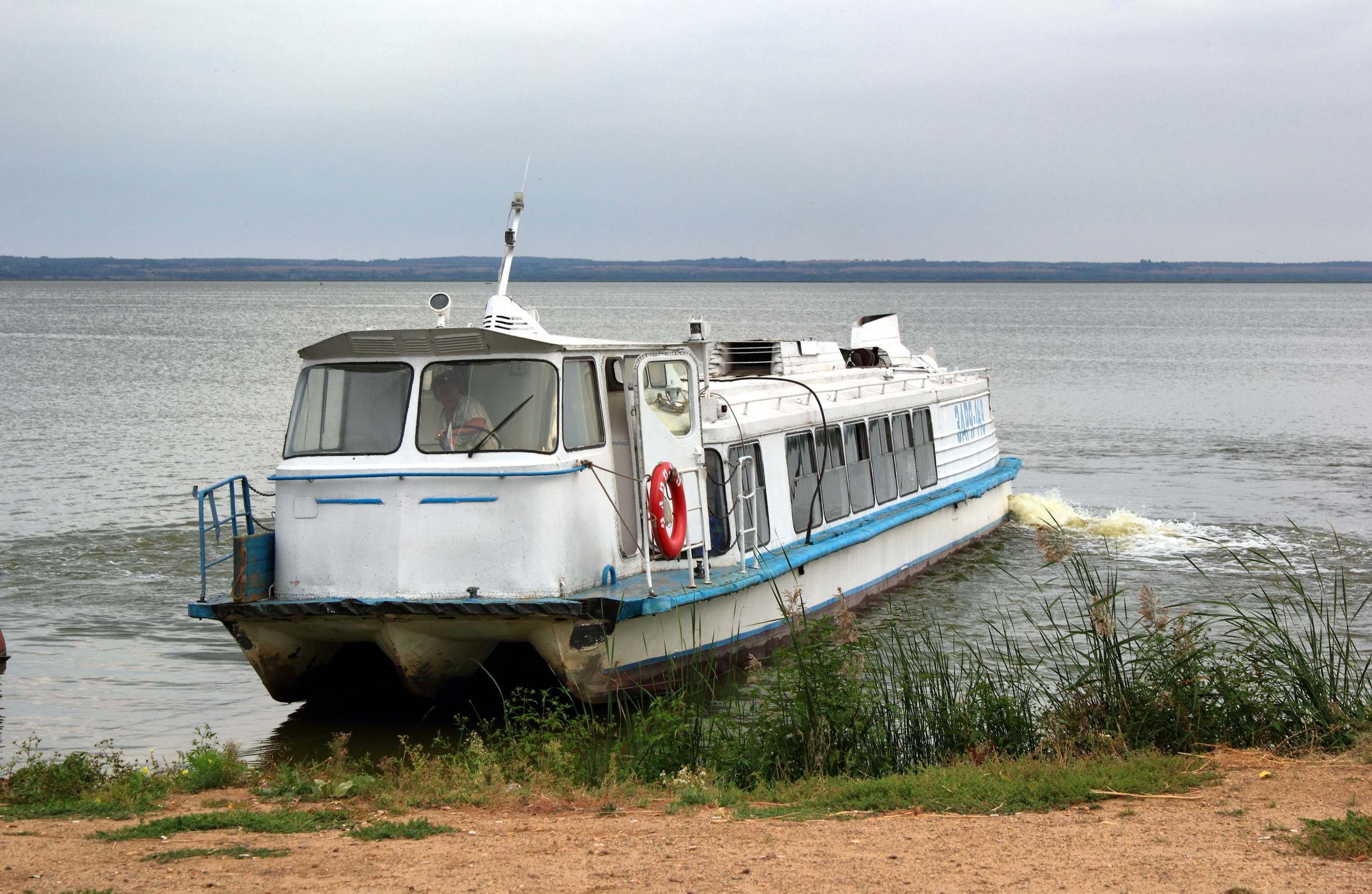
«Заря-149» на озере Неро.

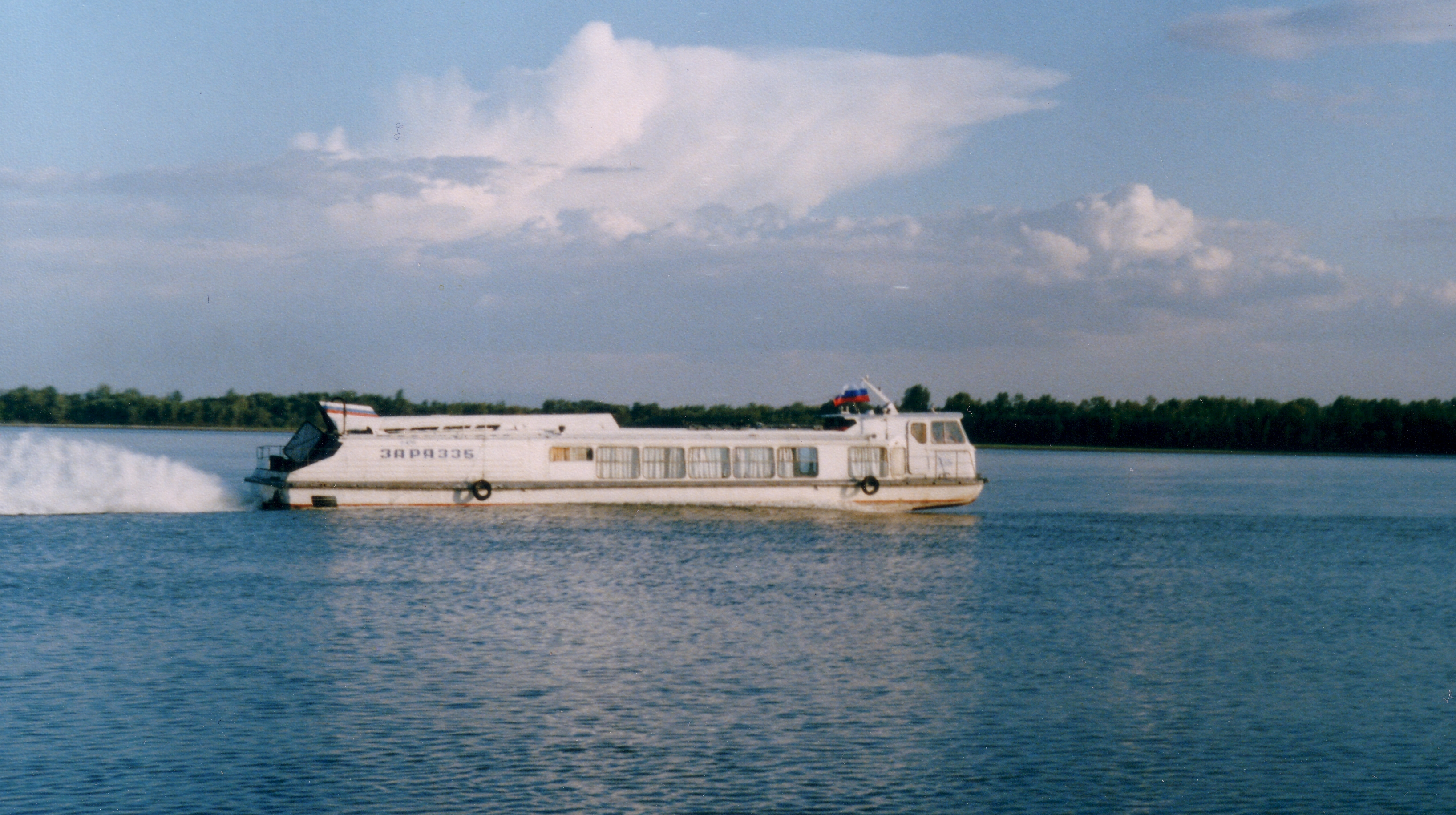
«Заря-335» на Оби.

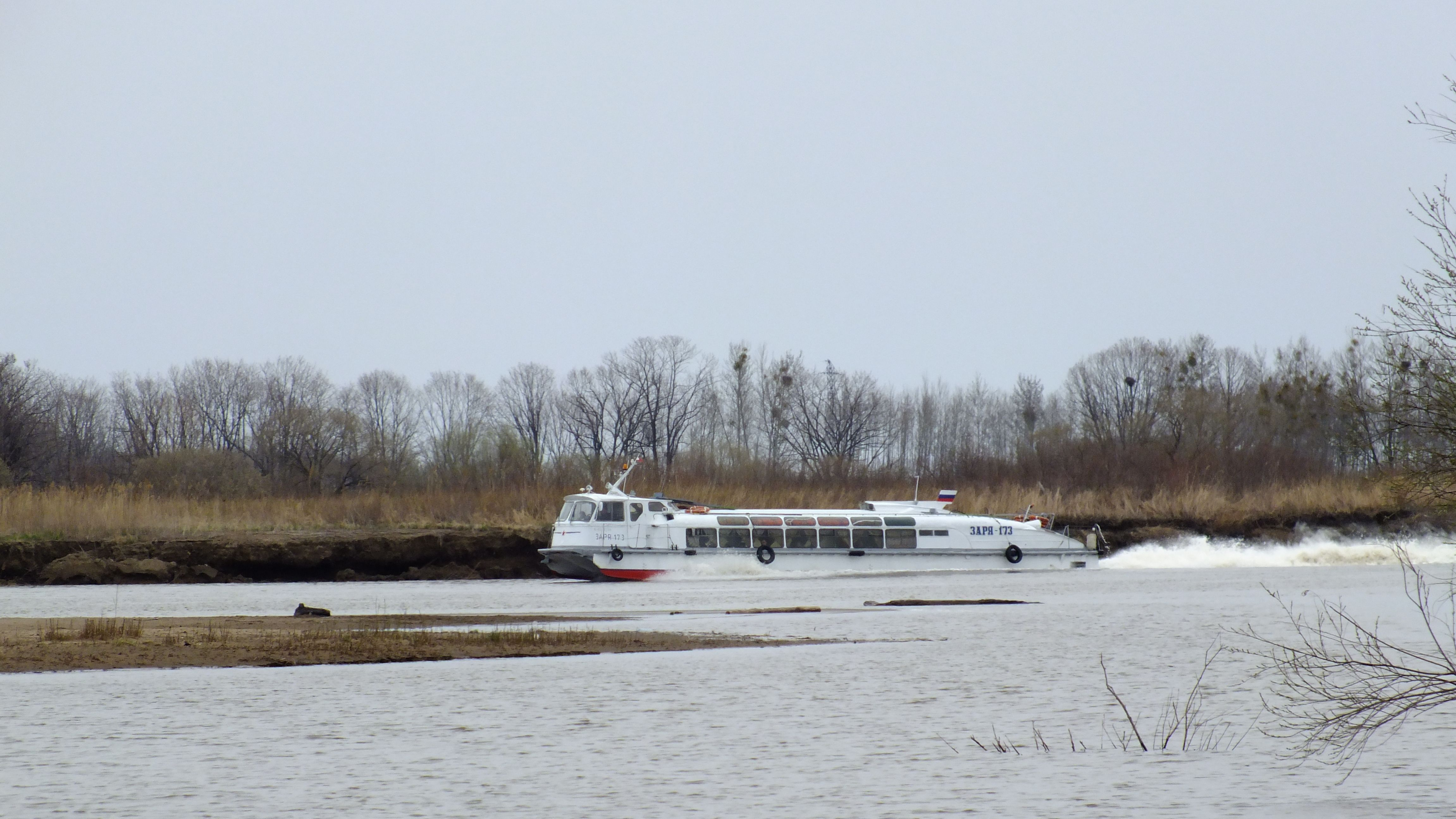
«Заря-173» начала навигацию 2015 года, идёт из Хабаровска в отдалённый посёлок Победа.

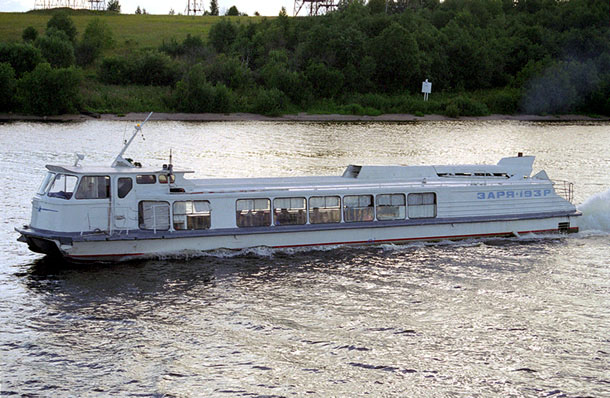
«Заря-193Р» на Шексне.

- Москва — до 1980-х годов — не менее 10 судов;
- Кимры.

На Верхней Волге:
- Рыбинск (до 2010 года);
- Углич;
- Тверь — до середины 1980-х годов — не менее 8 судов; Регулярные, 3 раза в день, рейсы Тверь- Ржев, Ржев- Тверь
- Ярославль.

На Средней Волге:
- Нижний Новгород;
- Самара.

На Нижней Волге:
- Волгоград — до конца 1990-х годов — не менее 10 судов;

На Оке:
- Рязань;
- Коломна;
- Муром;
- Орёл — 1 судно (с 1981 года, в середине 1990-х годов был законсервирован. В 2014 году — вновь введён в строй, выполняя функции прогулочного корабля).

На Дону:
- Калач-на-Дону — до середины 1990-х годов — 2 судна;
- Ростов-на-Дону — до начала 1990-х годов — не менее 5 судов на обслуживании маршрутов нижней части Северского Донца.

На Северо-Западе России:
- Санкт-Петербург — до середины 1980-х годов — не менее 6 судов;
- Новгородская область — 3 судна (в том числе на Валдайском озере «Заря-211»).
- Каргополь (до конца 1990-х годов, после чего теплоход был переправлен в Онегу);
- Онега («Заря-340Р»);
- Порог — до начала 1990-х годов — не менее 4 судов (в настоящее время[когда?][уточнить] — 1 судно: «Заря-311Р»);
- Череповец — не менее 5 судов;
- Вологда — не менее 5 судов;
- Великий Устюг — не менее 5 судов;
- Петрозаводск (бассейн Онежского озера) — 2 судна;
- Сыктывкар;
- Печора.

На Ангаре:
- Иркутск — не менее 2 судов.

На Суре:
- Пенза.

На Каме, Вятке, Белой:
- Чайковский — не менее 4 судов;
- Березники — не менее 6 судов;
- Пермь — не менее 6 судов;
- Уфа — не менее 5 судов;
- Киров — не менее 3 судов.

На Иртыше, Тоболе и Тавде:
- Тобольск — не менее 6 судов;
- Омск — не менее 6 судов;
- Тавда — не менее 4 судов (до 1991 года). Обслуживали линии Тавда-Таборы-Новоселово и Тавда-Тобольск. Регулярные пассажирские перевозки из г. Тавда прекращены примерно в 1992 году. На 2014 год корпус «Заря-21» стоит на берегу, «Заря-205Р» в эксплуатации, обслуживала линию Таборы-Новоселово, в 2015 году в рабочем состоянии, но маршруты не обслуживала[4]. В 2017 году «Заря-205Р» выставлена на продажу службой судебных приставов.
- Усть-Каменогорск — «Заря-6» (проект Р-83), в настоящее время не эксплуатируется, находится на хранении в посёлке Прибрежном.
- Тюмень — 1 судно, до 1993 года обслуживало линию Тюмень — Туринская Слобода (в 1970-х — до Туринска). В настоящее время не эксплуатируется, находится на акватории бывшей ремонтно-эксплуатационной базы флота.

На Конде:
- по маршруту Междуреченский — Кондинское — Ханты-Мансийск (не менее 2-х судов);
- По маршруту Урай — Половинка — Междуреченский (не менее 2 судов).

На Оби, Томи, Бие, Васюгане:
- Барнаул — в середине 1980-х — 10 судов (в настоящее время[когда?][уточнить] — 3 судна: «Заря-317Р», «Заря-335Р», «Радуга»);
- Новосибирск — не менее 8 судов;
- Томск и Северск — не менее 8 судов (в настоящее время[когда?][уточнить] в Томске — 2 судна, в Северске — 2 судна);
- Каргасок — 2 судна(Заря-328Р выведена из эксплуатации в конце 90-х, Заря-292Р — в начале 2000-х);
- Сургут — не менее 4 судов;
- Нижневартовск — не менее 7 судов;
- Кемерово — не менее 6 судов;
- Новокузнецк — не менее 4 судов; Действовали до 2014 года[5].
- Бийск — в середине 1980-х — 5 судов (в настоящее время[когда?][уточнить] — 2 судна, которые с 2009 года не эксплуатируются: «Заря-144», «Заря-164»).

На Енисее:
- Красноярск — не менее 10 судов

На Лене, Вилюе, Алдане:
- Якутск — не менее 6 судов;
- Пеледуй — не менее 4 судов;
- Ленск — не менее 4 судов;
- Олёкминск — не менее 3 судов;
- Усть-Кут — не менее 4 судов;
- Нюрба — не менее 2 судов (действуют в настоящее время[когда?][уточнить]);
- Усть-Мая — 1 судно.

На Соже:
- Гомель — не менее 9 судов (до середины 1990-х годов).

На Припяти:
- Мозырь — 1 судно.

На Шилке:
- Сретенск — не менее 2 судов (действуют в настоящее время[когда?][уточнить]).

На Норилке — озере Лама:
- Норильск — не менее 6 судов (действуют в настоящее время[когда?][уточнить]).

На Амуре:
- «Заря-173» — ходит от Хабаровска вверх по Тунгуске.

## Основные достоинства и недостатки
Основные достоинства теплоходов типа «Заря» — сочетание высокой скорости, достаточной пассажировместимости и высокой проходимости (за счёт малой осадки и водомёта). Так, например, «Заря» — единственный тип судов, которым разрешалось преодолевать своим ходом сложнейший Хутинский порог на реке Большой Енисей в Туве, в то время как все остальные суда проходили его только с помощью туера.

Теплоходы типа «Заря», несмотря на то, что часто эксплуатировались в очень жёстких условиях (мелководье, перекаты, удары о камни, лесосплавные реки, перегрузка, отсутствие должного техобслуживания и ГСМ требуемого сорта), тем не менее служили очень долго, а некоторые суда, выпущенные ещё в начале 1970-х годов, служат до сих пор.
Однако с перечисленными достоинствами были связаны и принципиальные недостатки этого «речного автобуса»...
Для достижения высокой скорости требовался мощный лёгкий высокофорсированный двигатель. Как известно, такие двигатели обладают небольшим моторесурсом. Двигатели М-400 с механическим нагнетателем, применяемые на судах первых серий, не могли отработать и одной навигации. Более поздние модификации двигателя М-401 с турбонаддувом работали дольше, но всё равно существенно меньше, чем на тихоходных судах. Большая мощность двигателя обуславливала и большой расход топлива.
Теплоходы «Заря» проекта 946 были некомфортабельными. Это опять-таки связано с необходимостью достижения высоких удельных показателей. Глиссирующий режим движения обуславливал сильную тряску при ходе на волнении, — «Заря» (проект 946) по волнам шла словно... автобус на жесткой подвеске по разбитой дороге. Салон «Зари» был довольно тесным и вентилировался неэффективно. В общем будучи концептуально речным автобусом «Заря» проекта 946 унаследовала недостатки многих сухопутных автобусов того времени... Уровень шума, создаваемого в салоне двигателем, был настолько высок, что разговаривать без повышения голоса было невозможно.
На теплоходах проекта Р-83 условия для пассажиров были существенно улучшены. Уровень шума в салоне был существенно снижен за счёт применения звукоизоляции машинного отделения. Тримаранные обводы носовой части корпуса существенно смягчали удары волн. Была применена система вентиляции и кондиционирования салона.

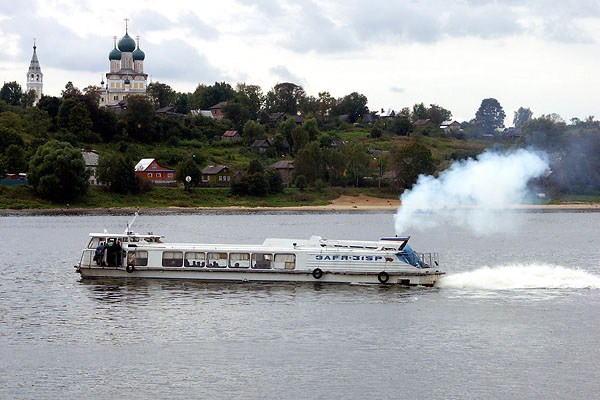
Работа даже сравнительно нового дизеля М-401 сопровождалась выбросами сизого дыма (в цилиндры попадало масло). По мере износа дымление усиливалось

С экологической точки зрения теплоходы «Заря» не выдерживали никакой критики. Двигатель М-400 был очень несовершенным. Чадящие выхлопные газы двигателя на теплоходах проекта 946 смешивались с водой (система «мокрого выхлопа») и выбрасывались за борт, откуда в воду попадали несгоревшие остатки нефтепродуктов. За теплоходом всегда тянулся шлейф сизого дыма — в цилиндры двигателя, по причине примитивной конструкции поршневых колец, попадало масло. По этой причине расход моторного масла был велик — примерно 20 литров в час (на теплоходах имелась специальная масляная цистерна объёмом 200 литров для подпитки системы смазки). Высокая крутая волна, создаваемая теплоходом, приводила к размыву берегов, гибели мальков рыбы. По этой причине эксплуатация теплоходов типа «Заря» в середине 1980-х годов на ряде рек Европейской части России (в частности, на Оке, на ериках Волги и Дона) была прекращена. Теплоходы были переданы на сибирские реки, где берега более прочные.
По современным представлениям теплоходы типа «Заря» небезопасны в эксплуатации. При отказе единственного двигателя теплоход полностью обездвиживался и лишался управления. Это приводило к авариям — таким, как навал на опоры моста или другие суда. Известны случаи аварий по указанной причине, произошедшие:
- в Ленинграде (навал на другое судно) в 1972 году, — навал на другое судно;
- в Бийске в 1989 году — попадание постороннего предмета в водомёт теплохода «Заря-89» вызвало его поломку, что привело к навалу на опору моста;
- в Красноярске в 2001 году — «Заря-277Р» ударилась об устой моста.

Компоновка теплохода (отсутствие открытых палуб, узкие проходы в зоне рубочных дверей) не позволяла быстро выполнить эвакуацию пассажиров в случае аварии. Теплоходы не были оборудованы спасательными средствами. Лишь эксплуатация преимущественно на малых неглубоких реках частично снижала указанные риски.
Расположение рулевой рубки в носовой части судна ограничивало обзор назад, что затрудняло выполнение манёвров на заднем ходу. По этой причине экипажи часто дооборудовали свои теплоходы автобусными зеркалами заднего вида, придававшие «Заре» еще большее сходство с автобусом. Кроме того, при движении на волнении члены экипажа, сидящие в рубке, испытывали значительные перегрузки от ударов волн, что обуславливало повышенную утомляемость, затрудняло управление и визуальное наблюдение за судоходной обстановкой.
Указанные недостатки стали очевидными уже после 15 лет эксплуатации в 1980-х годах. Поэтому выпуск теплоходов типа «Заря», начиная с 1981 года, был существенно сокращён. Для их замены в 1990 году были разработаны суда на воздушной каверне типа «Линда». Тем не менее общий экономический упадок в СССР не позволил пустить эти суда в серию, а Россия 1990-х поддержать серийное производство не смогла (выпускаются единичные экземпляры). Кроме того, заводом проводились работы и по модернизации имеющихся теплоходов «Заря». В частности, были изготовлены опытные суда с импортными дизельными двигателями MAN и Дойц. Эти же двигатели на часть судов были установлены в процессе капитального ремонта.

## Современное состояние
По состоянию на 2019 год эксплуатация большинства теплоходов типа «Заря» уже прекращена. Большая их часть разрезаны на металлолом. В строю остаётся не более двадцати судов этой серии. Ещё примерно 35-40 судов находятся в неработоспособном или частично разукомплектованном состоянии, но с сохранившимися корпусами (могут быть восстановлены) и примерно 15 судов в невосстановимом состоянии. Большая часть из них оборудованы менее мощными двигателями, обеспечивающими скорость 10—15 км/ч. Привезённый из Днепропетровска и переоборудованный теплоход типа «Заря» (теплоход «Ласточка») одно время ходил по рекам Харьковской области, однако при невыясненных обстоятельствах сгорел 1 апреля 2005 года. Сейчас данные теплоходы эксплуатируются, в основном, в труднодоступных районах для перевозки пассажиров (например, в Томской области), в качестве прогулочных судов (например, на озере Неро), на паромных переправах (например, в Ярославской области) или в частном использовании. Техническое состояние уцелевших экземпляров различное. В очень хорошем техническом состоянии пребывают теплоходы «Заря-343Р» и «Заря-360Р» Енисейского пароходства, правда они существенно перестроены («Заря-360» уже дважды проходила модернизацию). «Заря-173» Амурского пароходства тоже находится в отличном техническом состоянии, при этом судно почти сохранило  первоначальный облик и является последним судном серии с оригинальным двигателем все ещё работающим на регулярных рейсах. Кроме того, в настоящее время теплоход Заря-364Р курсирует и в Иркутской области по реке Витим от посёлка Мама до города Бодайбо. На реке Норильская работают теплоходы «Заря-220» и «Заря-231», а находящиеся в работоспособном состоянии «Заря-101» и «Заря-209» законсервированы. Сохранились в рабочем состоянии и три судна самой первой серии: «Заря-1» (номер не аутентичен, оригинальное судно «Заря-1» утилизировано в Твери, точный оригинальный заводской номер судна неизвестен) в Омске (1967 год выпуска), служебное судно «Дельфин» (ранее — «Заря-41»), также в Омске (1969 год выпуска) и «Заря-48» в Благовещенске (1969 года выпуска).
Часть списанных теплоходов используются в качестве кафе (как плавучих, так и на берегу), плавучих дач (как правило, несамоходных), причальных сооружений, понтонов. При таких переделках, как правило, с судов срезается надстройка.
Несмотря на все недостатки, теплоход «Заря» является важной вехой в истории развития советского водного транспорта.